# Amsonia grandiflora
Amsonia grandiflora är en oleanderväxtart som beskrevs av Alexander. Amsonia grandiflora ingår i släktet Amsonia och familjen oleanderväxter. Inga underarter finns listade i Catalogue of Life.